# Keten van kansen
Keten van kansen (Pools: Katar) is een sciencefiction/detectiveroman uit 1976 van de Poolse schrijver Stanislaw Lem.

## Verhaal
Een ex-ruimtevaarder wordt ingehuurd door een detectivebureau om een aantal mysterieuze sterfgevallen te onderzoeken. De slachtoffers werden gek en pleegden zelfmoord nadat ze verschillende kuuroorden in Napels hadden bezocht. Men verondersteld dat het om een vergiftiging gaat en hij gaat op zoek naar de overeenkomsten tussen de slachtoffers. Tijdens het onderzoek ontdekt hij dat door de combinatie van bepaalde chemicaliën een soort chemisch wapen ontstaat dat zware depressies veroorzaakt. Nadat hij de bron van de chemische stoffen heeft ontdekt, vindt hij ook de oorzaak van de sterfgevallen.